# 石川真守
石川 真守（いしかわ の まもり）は、奈良時代中期から平安時代初期にかけての公卿。大臣・蘇我馬子の後裔。官位は正四位上・参議。

## 経歴
称徳朝の天平神護2年（766年）従五位下・近江介に叙任。のち、右京亮・中務少輔を歴任する。
神護景雲4年（770年）称徳天皇の崩御後まもなく少納言に任ぜられ、宝亀2年（771年）従五位上に叙せられるが、翌宝亀3年（772年）遠江守次いで越中守として地方官に転じる。宝亀7年（776年）中務少輔次いで式部少輔に任ぜられて京官に復し、宝亀11年（780年）正五位下に叙せられている。
桓武朝に入り、延暦2年（783年）従四位下・大宰大弐に叙任される。大宰府での官職を勤め上げ、延暦9年（790年）参議兼右大弁となり公卿に列した。議政官として右大弁・大宰大弐・刑部卿などを歴任する一方、延暦10年（791年）従四位上、延暦13年（794年）正四位下、延暦15年（796年）正四位上と昇進している。
延暦17年（798年）4月に致仕し、同年8月19日卒去。享年70。結果的に石川氏（蘇我氏）からの最後の公卿となった。

## 官歴
注釈のないものは『六国史』による。
- 天平神護2年（766年） 7月22日：従五位下。7月：近江介[1]。
- 天平神護3年（767年） 7月3日：右京亮
- 神護景雲2年（768年） 11月13日：中務少輔
- 神護景雲4年（770年） 9月16日：少納言
- 宝亀2年（771年） 11月25日：従五位上
- 宝亀3年（772年） 4月20日：遠江守。4月27日：越中守
- 宝亀7年（776年） 3月6日：中務少輔。3月24日：式部少輔
- 宝亀11年（780年） 正月7日：正五位下
- 天応元年（781年） 5月25日：兼武蔵守
- 延暦元年（782年） 8月25日：兼式部大輔
- 延暦2年（783年） 正月16日：正五位上。5月15日：従四位下・大宰大弐
- 延暦9年（790年） 2月27日：参議。7月24日：右大弁
- 延暦10年（791年） 正月7日：従四位上。7月4日：兼右京大夫
- 延暦11年（792年） 2月2日：兼大和守[1]。4月：兼左京大夫[1]
- 延暦12年（793年） 3月：大宰大弐[1]
- 延暦13年（794年） 正月：正四位下[1]
- 延暦14年（795年） 正月：兼下総守[1]
- 延暦15年（796年） 7月28日：正四位上
- 延暦16年（797年） 3月11日：兼刑部卿
- 延暦17年（798年） 4月15日：致仕[1]。8月19日：卒去[1]